# Waldwissen
Waldwissen.net ist eine internationale, mehrsprachige Informations- und Kommunikationsplattform in den Bereichen Wald und Forstwirtschaft. Herausgeber sind die Forstliche Versuchs- und Forschungsanstalt Baden-Württemberg (FVA), die Bayerische Landesanstalt für Wald und Forstwirtschaft (LWF), das österreichische Bundesforschungs- und Ausbildungszentrum für Wald, Naturgefahren und Landschaft (BFW) und die Eidgenössische Forschungsanstalt für Wald, Schnee und Landschaft (WSL).
Auf der Website stellen die beteiligten Institute ihre aktuellen Forschungsergebnisse zur Verfügung und bieten Kontakte zu Experten an. Zielgruppen sind forstliche Entscheidungsträger in der Praxis sowie die interessierte Öffentlichkeit. Die interaktive Plattform hat sich in Mitteleuropa als Online-Informationsquelle zu den Themen Wald und Forstwirtschaft etabliert. Im Juli 2023 waren über 2700 deutschsprachige sowie ca. 950 fremdsprachige Artikel verfügbar.

## Organisation
Neben den vier herausgebenden Forschungsanstalten aus Deutschland, Österreich und der Schweiz beteiligen sich folgende Partner-Institute an waldwissen.net: der Staatsbetrieb Sachsenforst (SBS), der Landesbetrieb Wald und Holz Nordrhein-Westfalen (WUH), das Landeskompetenzzentrum Forst Eberswalde (LFE), ThüringenForst, die Landesforstanstalt Mecklenburg-Vorpommern und die Nordwestdeutsche Forstliche Versuchsanstalt (NW-FVA).
Sowohl Herausgeber als auch Partner finanzieren jeweils eine unabhängige Redaktion aus Eigenmitteln, die laufend neues, fundiertes und aktuelles Fachwissen aufbereitet und dieses als kompakte Beiträge in die Plattform einfügt. Die derzeit zehn Redaktionen arbeiten zudem mit weiteren Organisationen zusammen, zum Beispiel mit dem Bundesamt für Umwelt BAFU, der Schweizerischen Unfallversicherungsanstalt, der Schweizerischen Vogelwarte Sempach, der Universität für Bodenkultur Wien, dem Bayerischen Amt für Waldgenetik oder mit der Hochschule für Forstwirtschaft Rottenburg.

## Geschichte

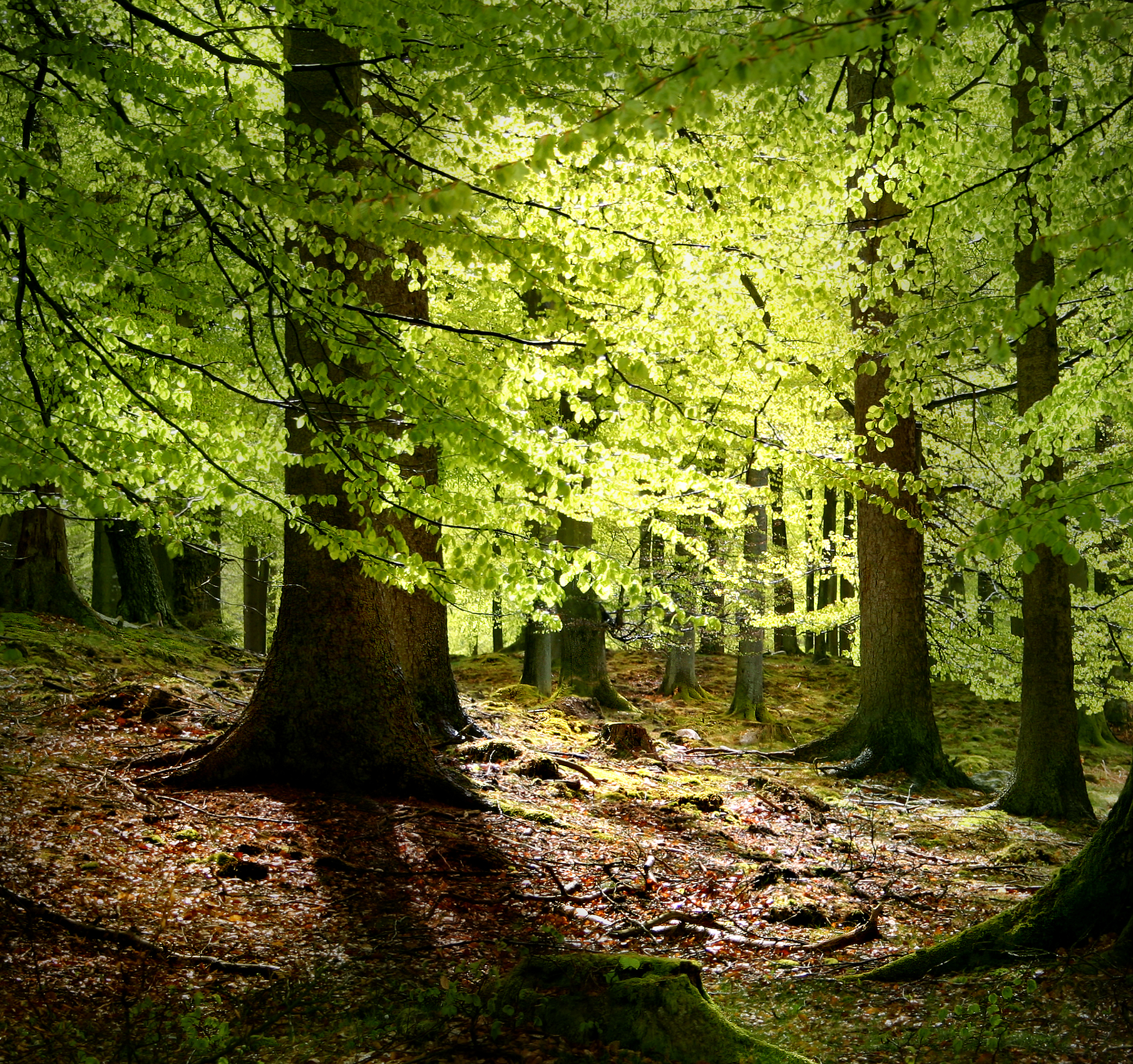
Ökosystem Wald

Um vorhandenes Fachwissen einer breiteren Basis verfügbar zu machen, lancierte die WSL Birmensdorf die Idee, praxisrelevantes Wissen aus der Wald- und Umweltforschung an einem für alle leicht zugänglichen Ort bereitzustellen. Im Sommer 2003 ging der Prototyp waldwissen.ch online.
Die Erfahrungen aus waldwissen.ch waren sehr positiv. Gleichzeitig intensivierten die vier in der Waldforschung tätigen Forschungsanstalten FVA Freiburg, LWF Freising, BFW Wien und WSL Birmensdorf ihre Bestrebungen, ein gemeinsames forstliches Fachinformationssystem mit international zusammengestellten Inhalten zu entwickeln. Dieses Projekt war Teil der KnowForAlp-Initiative, die insgesamt 19 Institutionen aus sieben Ländern umfasste. Daraus entstand waldwissen.net, das am 16. Februar 2005 online ging.
Mit der Zeit erhöhte sich nicht nur die Zahl der verfügbaren Beiträge, die Plattform wurde parallel dazu technisch weiterentwickelt. Im Jahr 2007 wurde waldwissen.net mit dem mit 50.000 Euro dotierten Innovationspreis für die Europäische Forst- und Holzwirtschaft, dem Schweighofer Preis, ausgezeichnet. Die Jury überzeugte besonders die Internationalität, die Mehrsprachigkeit und die fundierten Beiträge von waldwissen.net. Das Preisgeld wurde für die Weiterentwicklung und die Neugestaltung der Website verwendet. Ab Mitte 2015 gab es waldwissen.net auch als Mobile App für Android und Apple iOS.
Zu seinem 15. Jubiläum wurde waldwissen.net 2020 einem großen Relaunch unterzogen und ist jetzt responsive. Seitdem kann die Website auf mobilen Endgeräten als Progressive Web App genutzt werden. Die alte App wurde eingestellt. Für den Relaunch erhielt die Website beim Best of Swiss Web-Award 2021 eine Bronzemedaille im Bereich Public Value.